# 蘭道函數
對於所有非負整數{\displaystyle n}，蘭道函數{\displaystyle g(n)}定義為對稱群{\displaystyle S_{n}}的所有元素的秩之中，最大的一個。或者說，{\displaystyle g(n)}是{\displaystyle n}的所有整數分拆之中的最小公倍數。
例如{\displaystyle 5=2+3}，{\displaystyle lcm(2,3)=6}，沒有其他5的分割方式能得出一個更大的最小公倍數，故此{\displaystyle g(5)=6}。
1902年，愛德蒙·蘭道證明
{\displaystyle \lim _{n\to \infty }{\frac {\ln(g(n))}{\sqrt {n\ln(n)}}}=1}
（ln是自然對數。）

## 外部連結
- OEIS:A000793